# Bodilus longeciliatus
Bodilus longeciliatus är en skalbaggsart som beskrevs av Edmund Reitter 1887. Bodilus longeciliatus ingår i släktet Bodilus och familjen Aphodiidae. Inga underarter finns listade.